# Martignargues
Martignargues é uma comuna francesa na região administrativa de Occitânia, no departamento de Gard. Estende-se por uma área de 4,92 km². Em 2010 a comuna tinha 436 habitantes (densidade: 88,6 hab./km²).